# Procoptodon
Procoptodon war eine Gattung großer, ausgestorbener Kängurus. Die Tiere lebten in Australien bis ins späte Pleistozän und brachten die größten bekannten Kängurus der Erdgeschichte hervor.

## Merkmale

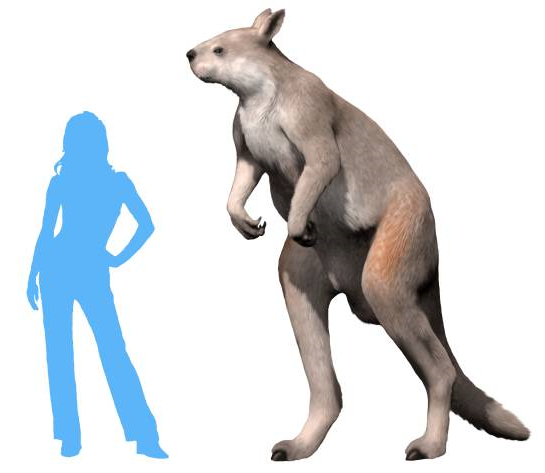
Vergleich Mensch mit Procoptodon

Das Kurzschnauzenkänguru Procoptodon zeichnet sich vor allem durch seine enorme Körpergröße und die sehr kurze Schnauzenpartie aus. Die größte Art der Gattung, und zugleich das größte bekannte Känguru überhaupt, war Procoptodon goliah aus dem späten Pleistozän. Diese Art erreichte aufgerichtet eine Höhe von etwa 2 bis 3 m. Das Körpergewicht betrug etwa 230 kg. Die Hinterläufe von Procoptodon waren stark verlängert und besaßen eine einzige große Hauptzehe, die sich aus der vierten Zehe entwickelte. Daneben war nur noch eine rudimentäre fünfte Zehe vorhanden. Diese Anpassung erinnert entfernt an die Entwicklung der Pferde, die im Verlauf ihrer Evolution ebenfalls alle bis auf eine Zehe zurückbildeten. Man geht davon aus, dass dadurch hohe Fluchtgeschwindigkeiten erreicht werden konnten. Die komplexen, hochkronigen Zähne deuten darauf hin, dass die Tiere sich von sehr raufaseriger Pflanzenkost ernährten.

## Arten und zeitliche Verbreitung
Die Gattung Procoptodon ist nur aus dem Pleistozän bekannt. Die letzten Vertreter verschwanden am Ende dieser Epoche im Zuge der Quartären Aussterbewelle, der auch zahlreiche andere Großsäuger Australiens erlagen. Unter den letzten Arten waren Procoptodon goliah und Procoptodon texasensis. Weitere Arten waren Procoptodon rapha und Procoptodon pusio.